# Чепич
Чепич (хорв. Čepić) — населений пункт у Хорватії, в Істрійській жупанії у складі громади Опрталь.

## Населення
Населення за даними перепису 2011 року становило 57 осіб.
Динаміка чисельності населення поселення:

## Клімат
Середня річна температура становить 11,60 °C, середня максимальна – 23,98 °C, а середня мінімальна – -1,38 °C. Середня річна кількість опадів – 1302 мм.
| Клімат поселення                              | Клімат поселення | Клімат поселення | Клімат поселення | Клімат поселення | Клімат поселення | Клімат поселення | Клімат поселення | Клімат поселення | Клімат поселення | Клімат поселення | Клімат поселення | Клімат поселення | Клімат поселення |
| Показник                                      | Січ.             | Лют.             | Бер.             | Квіт.            | Трав.            | Черв.            | Лип.             | Серп.            | Вер.             | Жовт.            | Лист.            | Груд.            |                  |
| Середній максимум, °C                         | 8,60             | 8,93             | 11,76            | 15,29            | 19,66            | 23,22            | 23,80            | 23,98            | 19,73            | 15,51            | 10,66            | 7,92             |                  |
| Середня температура, °C                       | 3,61             | 3,94             | 6,75             | 10,31            | 14,67            | 18,21            | 20,48            | 20,67            | 16,40            | 12,18            | 7,34             | 4,60             |                  |
| Середній мінімум, °C                          | −1,38            | −1,04            | 1,77             | 5,31             | 9,68             | 13,23            | 17,16            | 17,34            | 13,09            | 8,87             | 4,00             | 1,28             |                  |
| Норма опадів, мм                              | 96               | 74               | 97               | 110              | 102              | 115              | 79               | 105              | 113              | 140              | 147              | 124              |                  |
| Середньомісячна швидкість вітру, м/с          | 2.15             | 2.42             | 2.52             | 2.53             | 2.30             | 2.20             | 2.13             | 2.11             | 2.12             | 2.34             | 2.38             | 2.31             |                  |
| Середньомісячна сонячна радіація, кДж/м²·день | 4492             | 7447             | 10620            | 14883            | 18978            | 20700            | 21681            | 18456            | 13837            | 8892             | 4856             | 3772             |                  |
| --------------------------------------------- | ---------------- | ---------------- | ---------------- | ---------------- | ---------------- | ---------------- | ---------------- | ---------------- | ---------------- | ---------------- | ---------------- | ---------------- | ---------------- |
| Джерело:                                      |                  |                  |                  |                  |                  |                  |                  |                  |                  |                  |                  |                  |                  |